# Neoplan N40-serien
Neoplan N40-serien är en serie bussar med i huvudsak helt lågt golv, från den tyska busstillverkaren Neoplan, tillverkade i Tyskland mellan 1988 och 1998. Vissa bussar såldes även nya av polska Neoplan mellan 1994 och 1999 samt tillverkades av samma företag 1996–1999.
De ersatte Neoplan N4xx-serien och ersattes av tysktillverkade Neoplan Centroliner (N44xx-serien) samt av polsktillverkade Solaris Urbino-serien.
De finns i ett stort antal utföranden, från 8 meters kort buss med 2,35 meters bredd till 18 meter lång ledbuss eller 15 meter lång dubbeldäckare med 2,5 meters bredd.
Motorutbudet bestod av förbränningsmotorer med dieseldrift eller bio-/naturgasdrift från framförallt MAN, men även från Mercedes-Benz, DAF och Cummins samt helautomatiska växellådor från Voith eller ZF. Drivpaketen är alltid monterade längst bak, dock kan de vara stående eller liggande, tvärställda eller längsmonterade beroende på vad det är för busstyp och motor.
I Sverige har bussar av dessa typer förekommit i varierad skala i ett fåtal städer, främst i södra halvan av landet. De var vanliga busstyper i Linköping, Jönköping och Uppsala; I Uppsala dominerade busstyper som N4016 och N4021 i stadsbusstrafiken från slutet på 1990-talet till början av 2010-talet, och i Linköping fanns ett antal biogasdrivna Neoplan N4021-ledbussar under 1990–2000-talen. I den sistnämnda staden blev de dock inte speciellt långlivade och exporterades i olika etapper till bl.a. Ungern efter några år i trafik efter att ha ersatts av biogasledbussar av typ Volvo B10LA. I Jönköping utgjorde ledbussar av typ Neoplan N4021 de allra första stombussarna i staden. Övriga delar av landet som haft Neoplan N40xx i varierad skala är Halland, Skaraborg, Skåne, Storstockholm, Södermanland, Umeå och Örebro.
En kortare tid under 1990-talet fanns även en lågentréversion, Neoplan N4015, dessa hade Scania L113CLL-chassi och kallades även Scania Flex Ci.
Bussarna modifierades några gånger under tillverkningstiden, för tidpunkt och typ av modifikation, se respektive busstyp.

## Varianter
- Neoplan N4007 – 8,0 meters kort buss, endast dieseldrift.
- Neoplan N4009 – 9,0 meters kort buss, endast dieseldrift.
- Neoplan N4010 – 9,5 meters kort buss, endast dieseldrift.
- Neoplan N4011 – 10,0 meters kort buss, endast dieseldrift.
- Neoplan N4013 – 11,0 meters kort buss, dieseldrift eller bio-/naturgasdrift
- Neoplan N4014 – normal 12,0 meters buss med tvärställd eller längsmonterad motor med endast dieseldrift.
- Neoplan N4015 – lågentrébuss med Scania L113CLL-chassi, även kallad Scania Flex Ci, fanns med dieseldrift eller gasdrift. Tillverkad en kort tid under mitten av 1990-talet.
- Neoplan N4016 – normal 12,0 meters buss med längsmonterad motor, fanns med dieseldrift eller gasdrift.
- Neoplan N4018 – ledbuss med tvärställd motor, endast dieseldrift. Tillverkad en kort period i början av 1990-talet.
- Neoplan N4020 – 14,7 meters boggibuss, endast dieseldrift.
- Neoplan N4021 – 18 meters ledbuss med längsmonterad motor, fanns med dieseldrift eller gasdrift.
- Neoplan N4026 – dubbeldäckare (boggi), endast dieseldrift.

## Bildgalleri

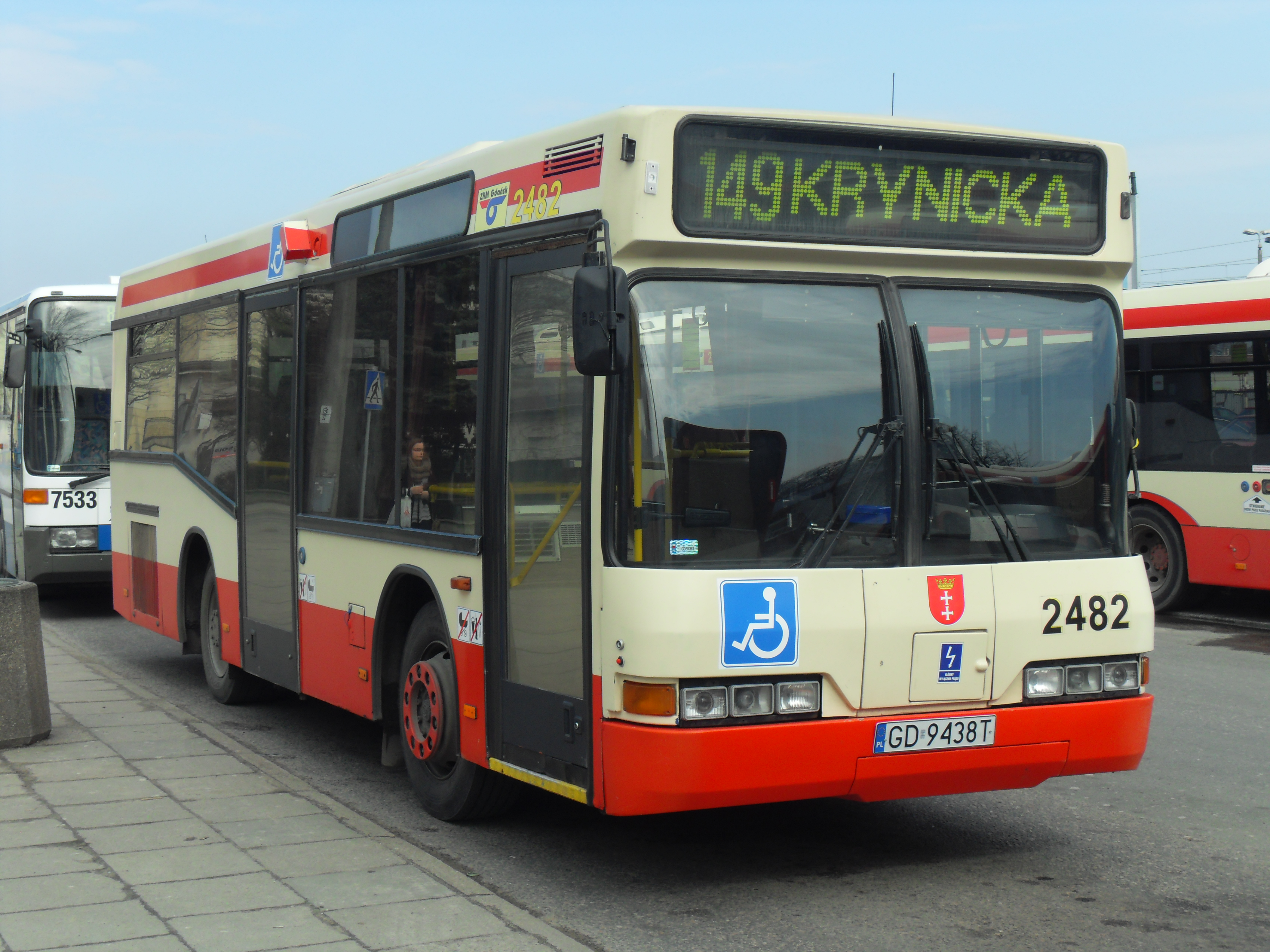
Neoplan N4007
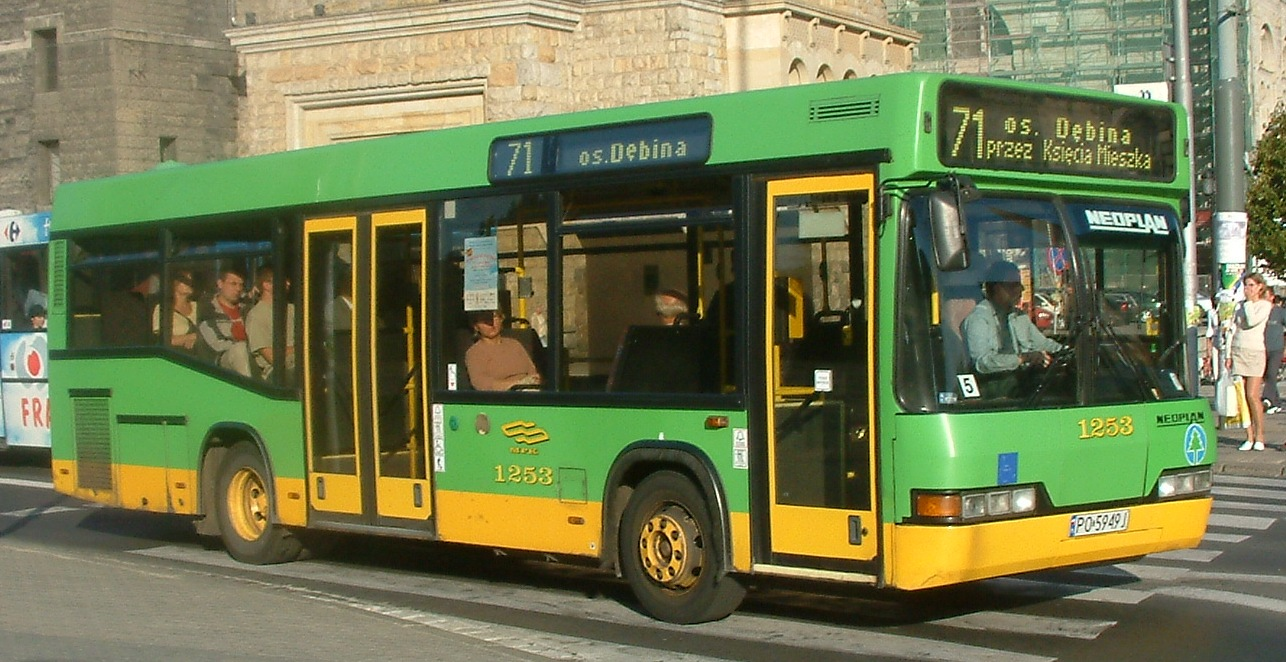
Neoplan N4009
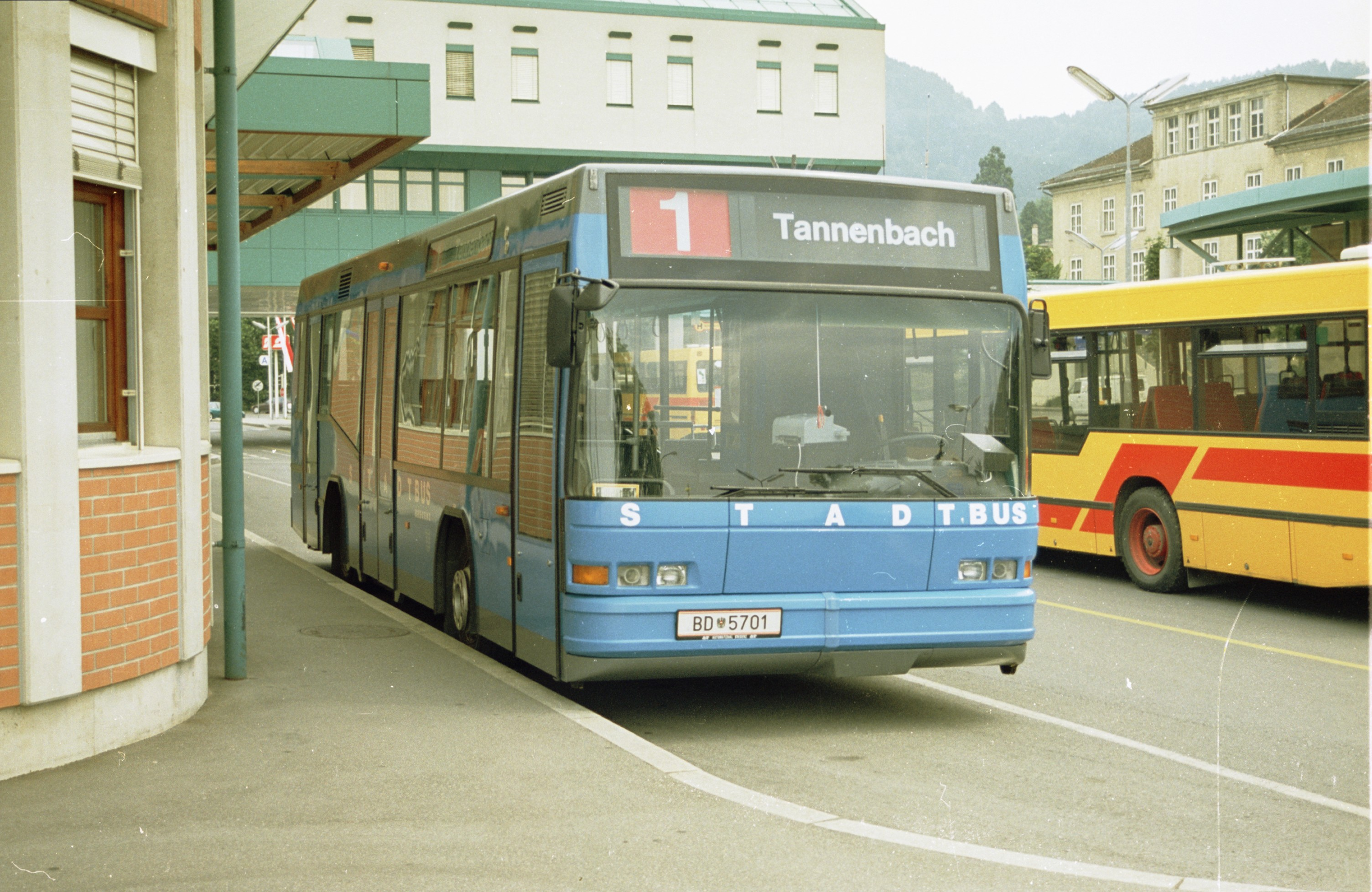
Neoplan N4010
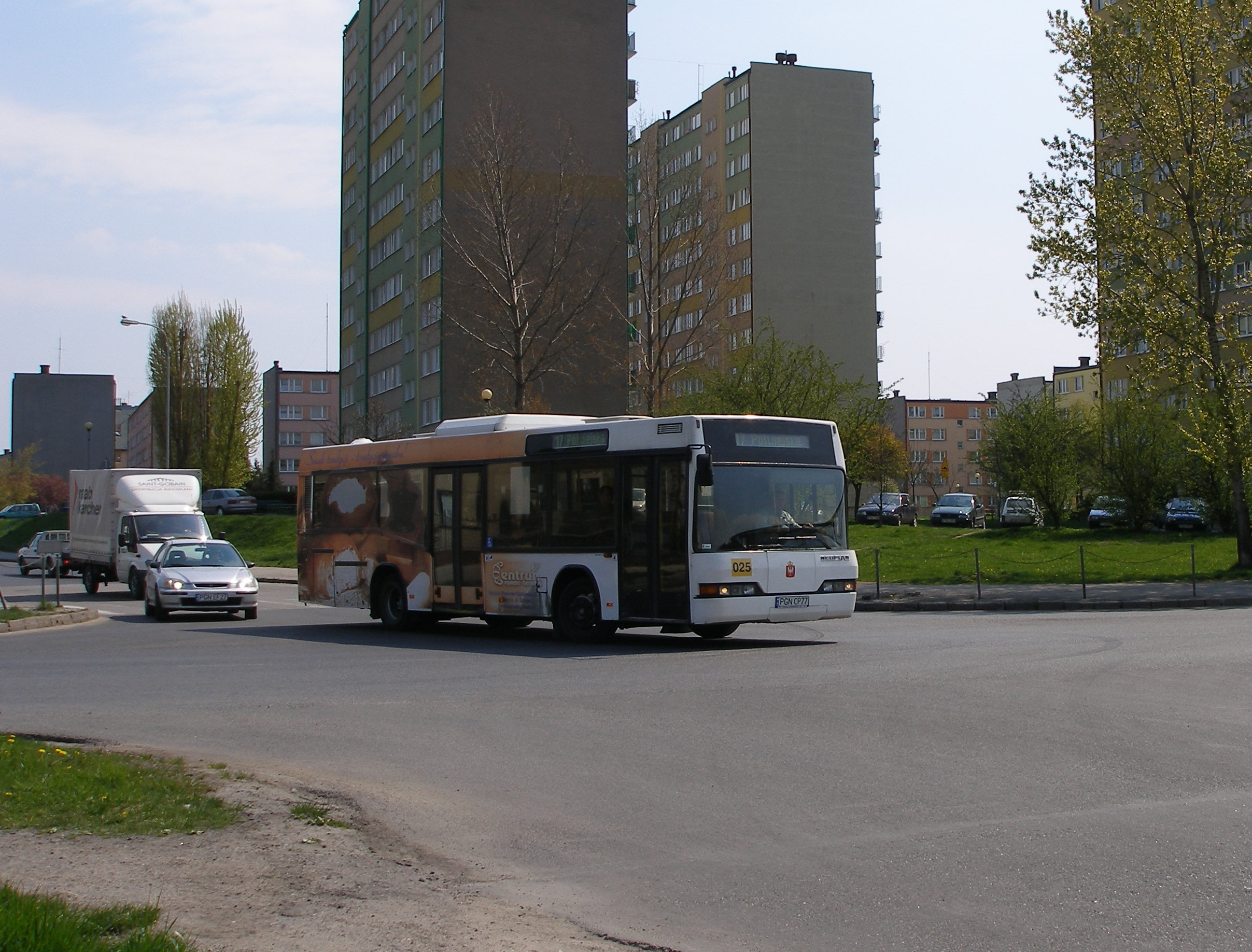
Neoplan N4011
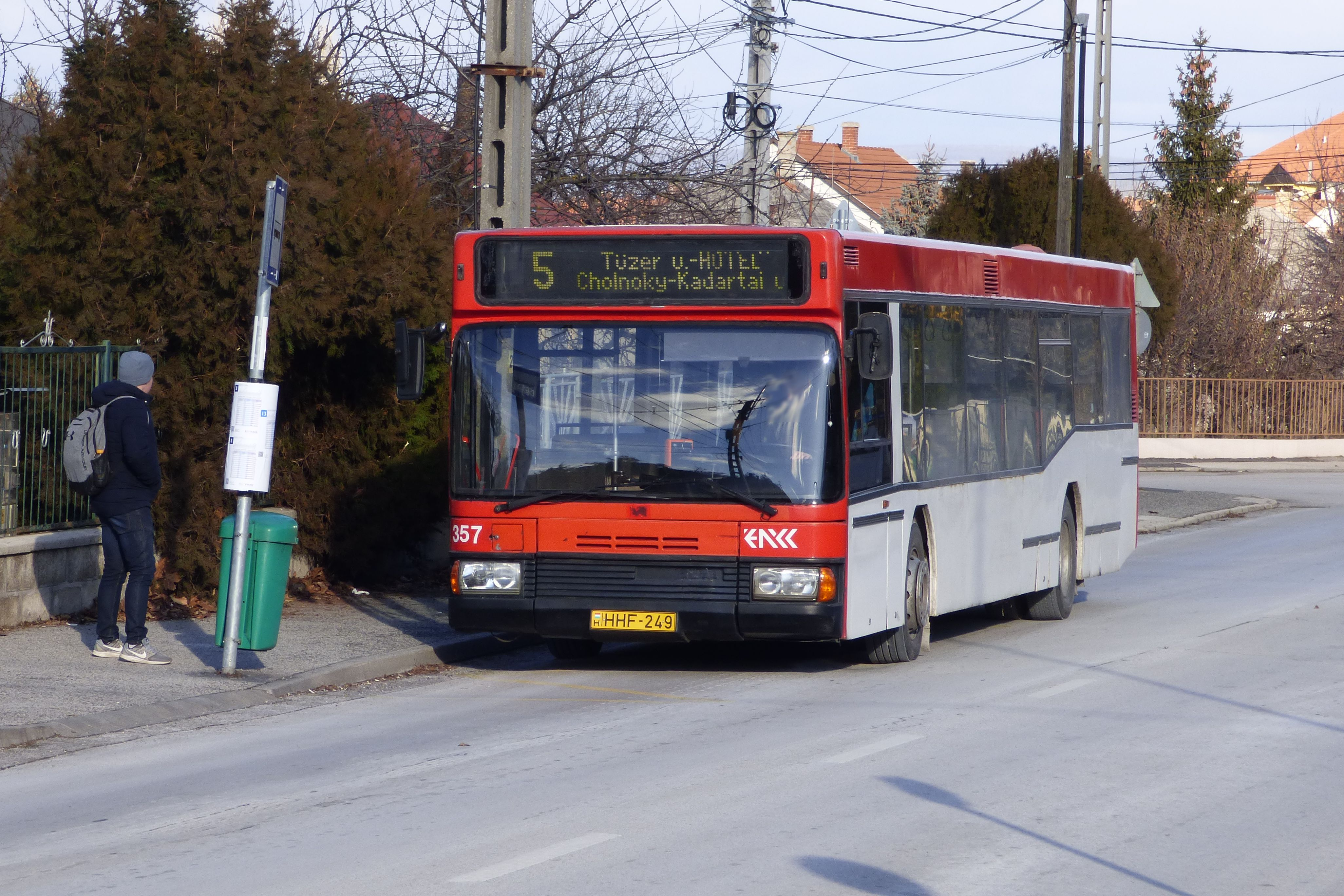
Neoplan N4014NF
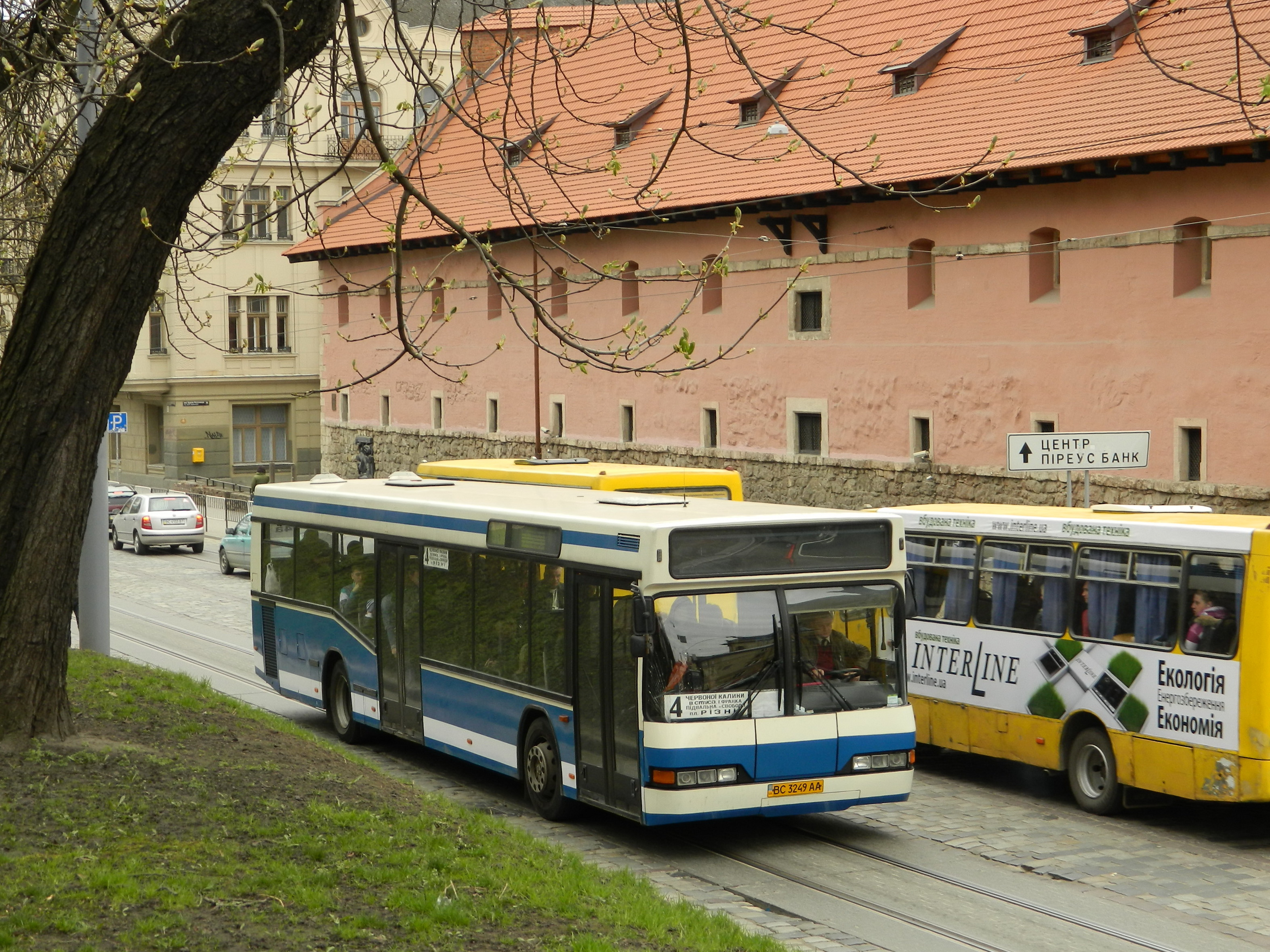
Neoplan N4016
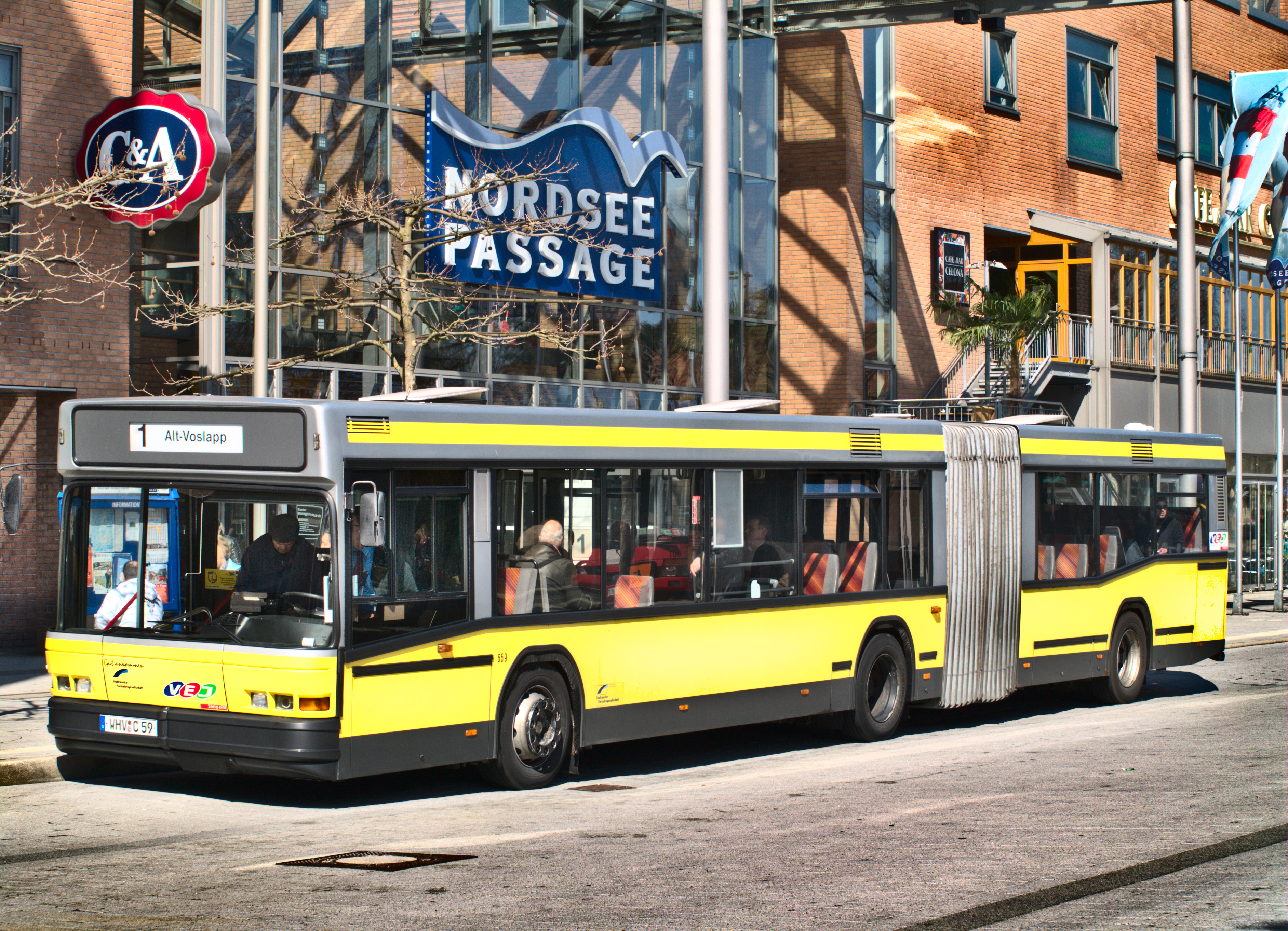
Neoplan N4018
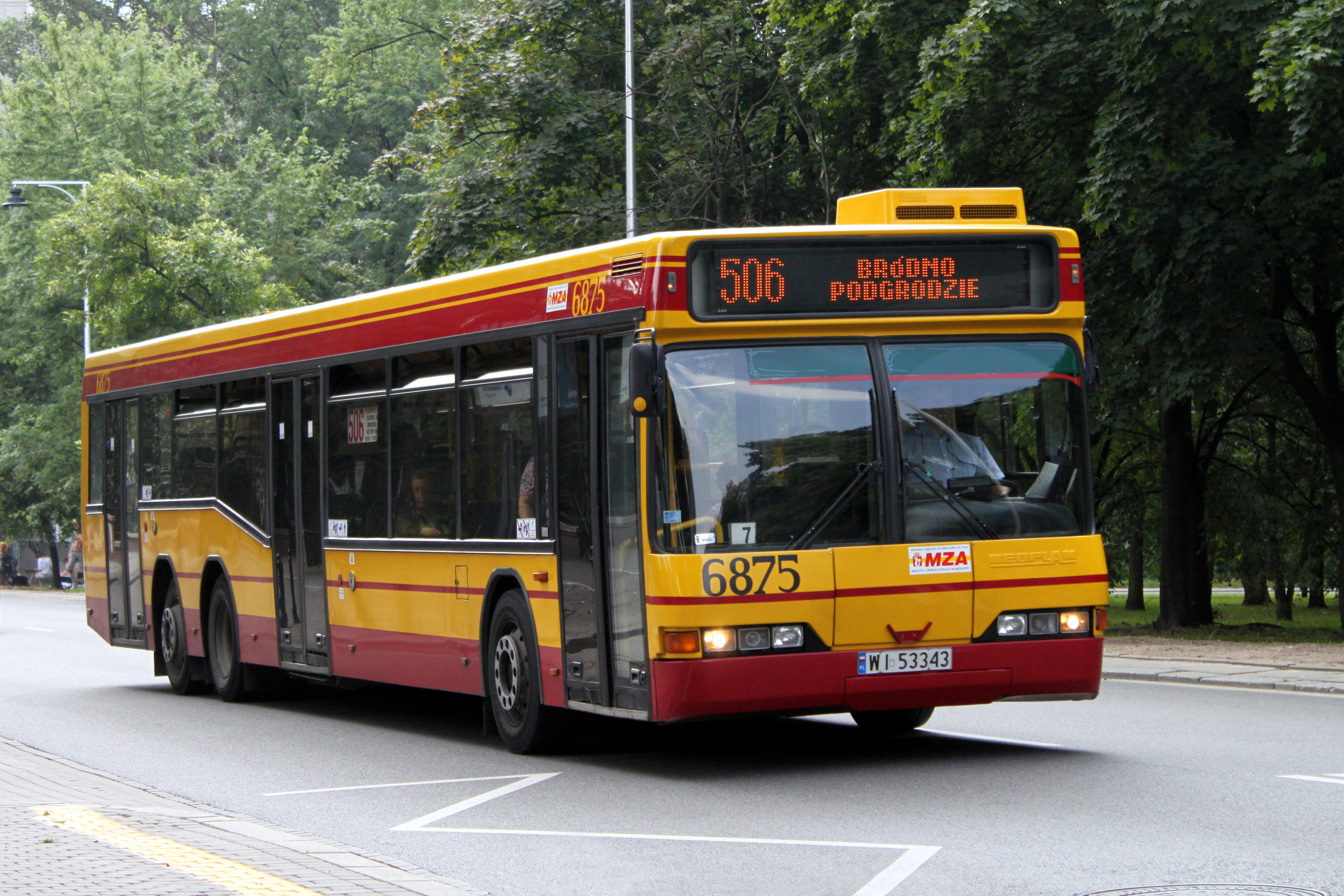
Neoplan N4020TD
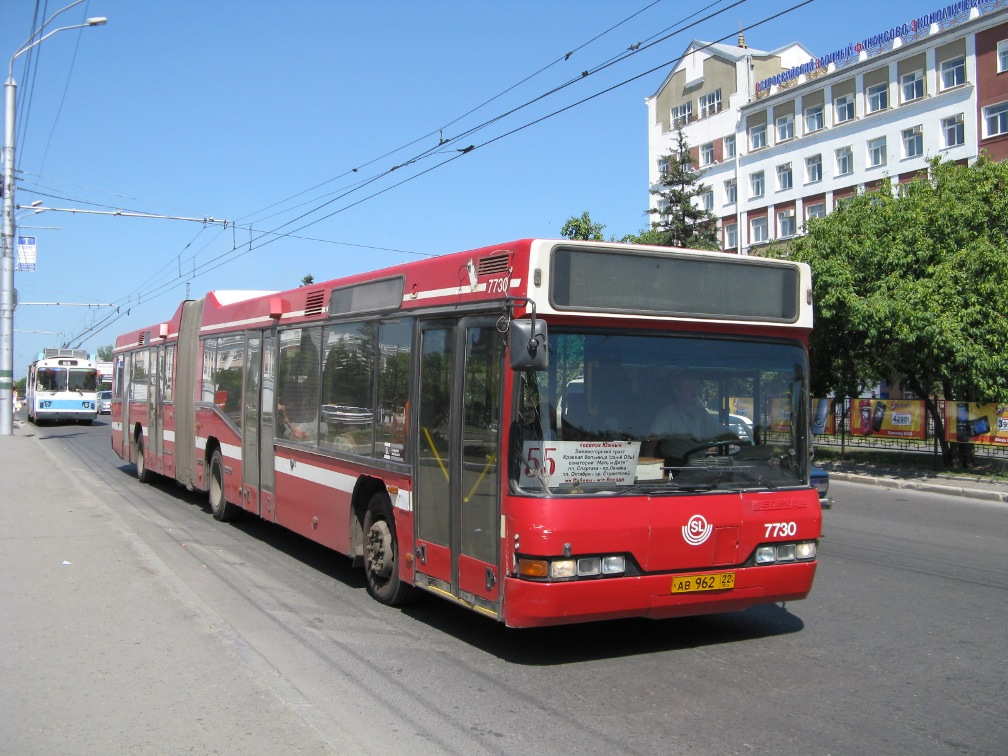
Neoplan N4021
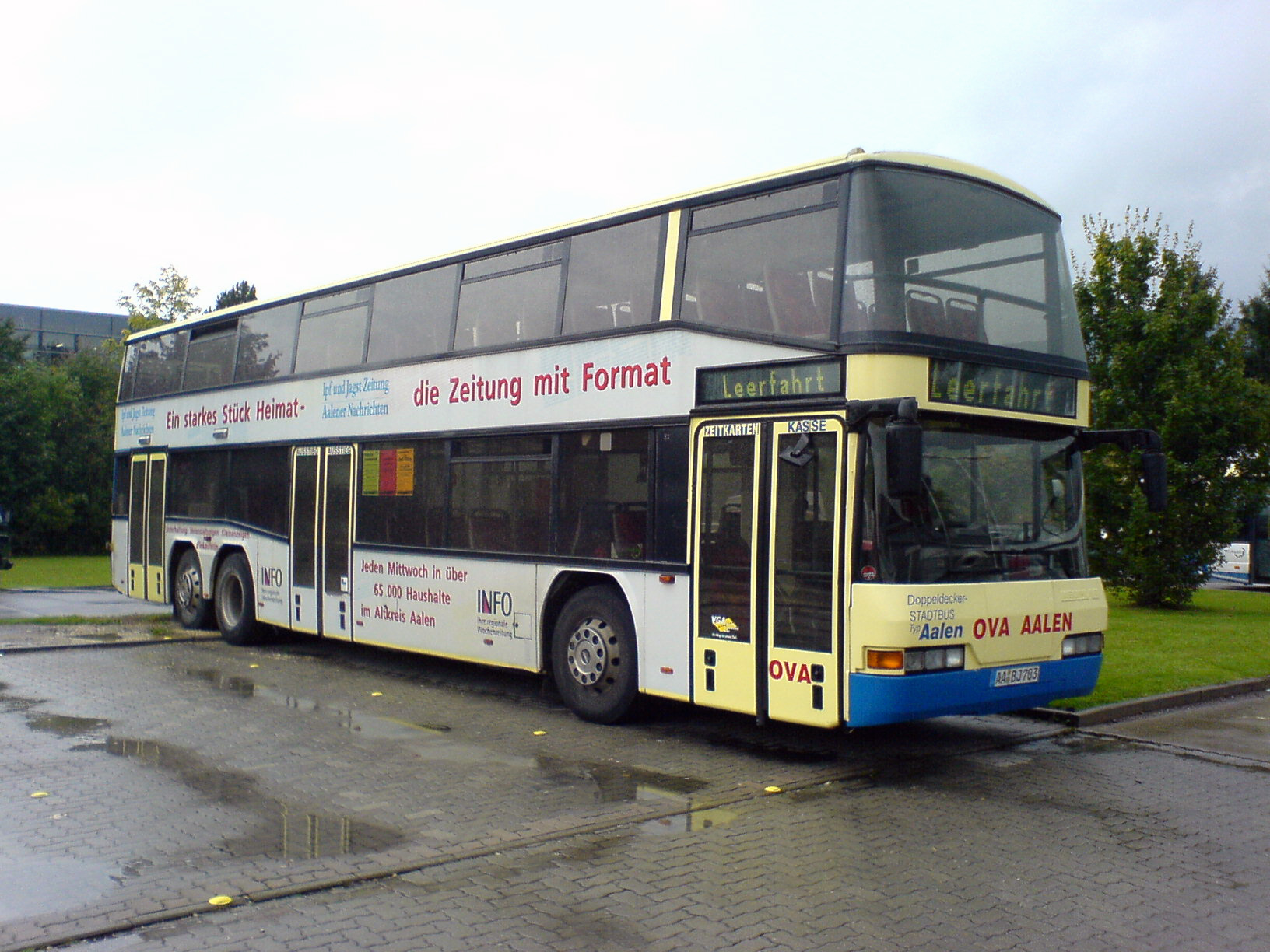
Neoplan N4026